# Hotel Ahwahnee
El Hotel Ahwahnee es un gran hotel en el parque nacional Yosemite, California, en el Valle de Yosemite. Fue construido por Yosemite Park and Curry Company y abrió sus puertas en 1927. El inmueble está construido con acero, piedra, hormigón, madera y vidrio, y es un excelente ejemplo de la arquitectura rústica del Servicio de Parques Nacionales. Fue declarado Monumento Histórico Nacional en 1987.
El Ahwahnee pasó a llamarse temporalmente Majestic Yosemite Hotel en 2016 debido a una disputa legal entre el gobierno de Estados Unidos, Propietario de la propiedad, y el concesionario saliente, Delaware North, que reclamó los derechos sobre el nombre registrado. El nombre se restauró en 2019 tras la resolución de la disputa.

## Historia

### Los Currys
David y Jennie Curry eran maestros de escuela que llegaron al valle de Yosemite en 1899. La pareja dirigió un campamento de tiendas de campaña en el valle y, a pesar del viaje de ida y vuelta de dos semanas a caballo hasta Merced, el campamento registró 292 huéspedes en su primer año. The Curry Company pasó a dominar la política del parque durante décadas, y David escribió al Secretario del Interior, Franklin Lane, en un esfuerzo por extender la temporada turística del parque para expandir su negocio. En opinión de los Curry, los parques nacionales eran para uso recreativo, y la pareja comercializó el parque con atracciones como las firefall.

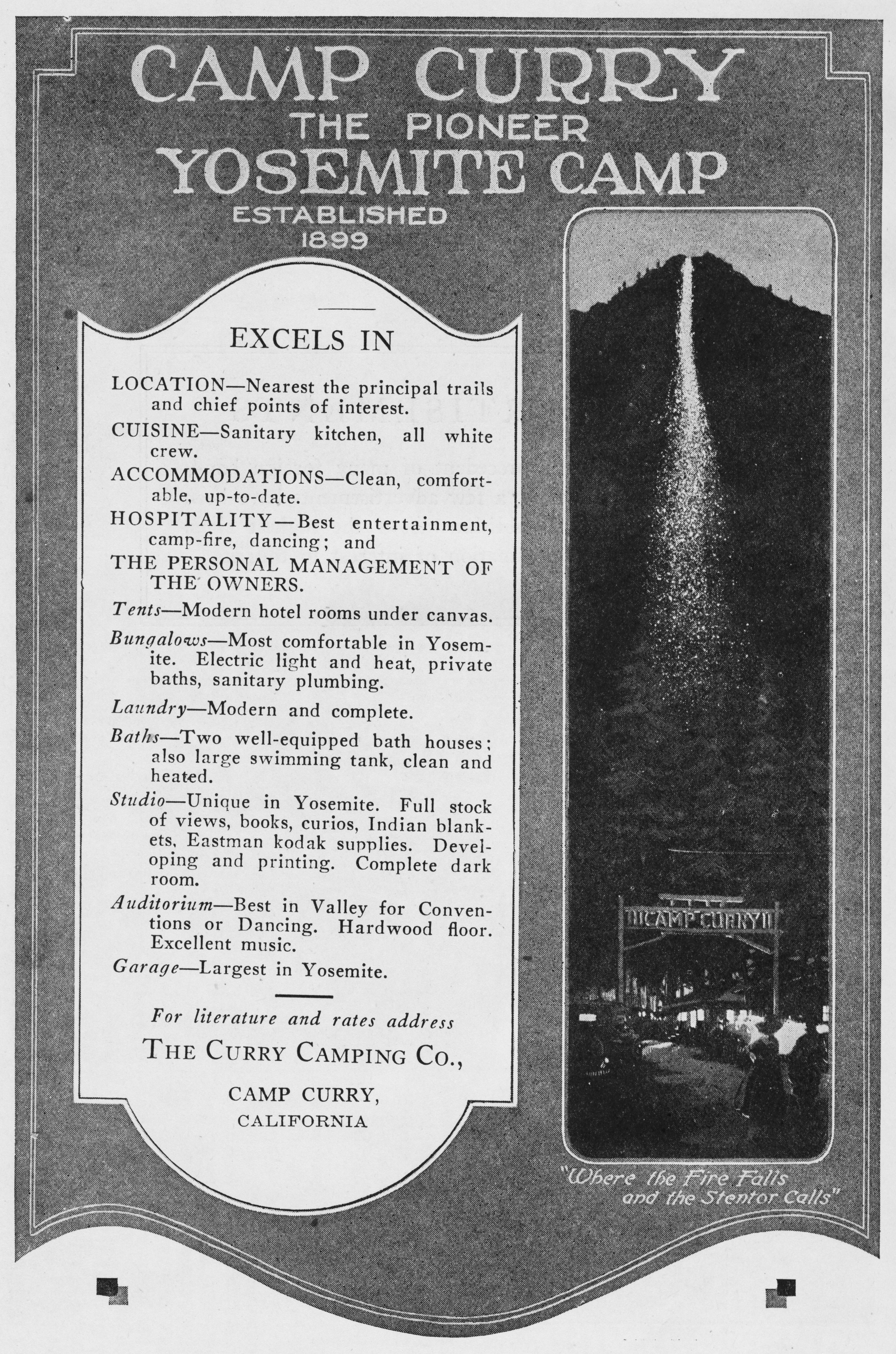
Anuncio de David y Jennie Curry para "Firefall"

David Curry murió en 1917 y dejó la administración de Camp Curry a su viuda Jennie, a quien entonces se conocía como "Madre Curry".Recibió ayuda de sus hijos, particularmente de su hija Mary, y del esposo de Mary, Donald Tresidder. El campamento todavía existe hoy como Curry Village.

### Compañía del parque nacional de Yosemite
En 1915, Stephen T. Mather convenció a DJ Desmond de convertir un antiguo cuartel del ejército en el Yosemite Lodge. Desmond también abrió un hotel en Glacier Point el año siguiente, mientras compraba una serie de negocios para mejorar la posición de DJ Desmond Park Company en los próximos contratos de arrendamiento de parques. Una ley del Congreso permitió esta supervisión eficiente del parque para el disfrute del público. Sin embargo, los turistas prominentes se negaban a quedarse en el parque debido a las malas condiciones de las instalaciones y en 1916 comenzó el recién formado Servicio de Parques Nacionales, un esfuerzo concertado para atraer visitantes a los parques y crear mejores alojamientos y servicios. Bajo la dirección de Mather, cuyo mayor deseo era construir un hotel de lujo en Yosemite, se intentó construir un alojamiento cerca de las cataratas de Yosemite, pero fracasó por falta de fondos.

### Yosemite Park and Curry Company
En 1925, el Servicio de Parques, descontento con la situación de las concesiones en declive dentro de los parques, decidió otorgar un monopolio a entidades individuales para administrar los servicios de hotelería y alimentación en cada parque. En respuesta, Curry Company y The Yosemite National Park Company (sucesora de DJ Desmond Park Company) se fusionaron para crear una empresa de concesiones más grande, con Donald Tresidder de Curry Company como nuevo director. Como parte de esta reorganización, la recién formada Yosemite Park and Curry Company propuso un nuevo hotel de lujo. Dado el enorme éxito de Curry Company en el parque, se esperaba que su participación ayudara a realizar el hotel de Mather. Si bien el Servicio de Parques Nacionales tenía técnicamente un control completo sobre las operaciones del parque, el Parque Yosemite y la Compañía Curry comenzaron a tener una mayor influencia. El monopolio obtuvo privilegios de arrendamiento y acumuló beneficios tanto económicos como políticos. Lo que comenzó como un simple campamento dirigido por dos maestros de escuela de Indiana terminó siendo el único concesionario del parque, y Yosemite Park and Curry Company pasó a construir gran parte de las estructuras de servicio del parque.

### Primeros años
Donald Tresidder, como presidente de Yosemite Park and Curry Company, supervisó la construcción del Ahwahnee y varias otras estructuras importantes dentro del parque. El nombre originalmente seleccionado para el nuevo hotel era "Yosemite All-Year-Round Hotel", pero Tresidder lo cambió justo antes de la apertura para reflejar el nombre nativo del sitio.
Después de que se construyó el Ahwahnee, Tresidder tuvo que superar una serie de obstáculos financieros. El costo del hotel era casi el doble de la estimación original y, a medida que se acercaba el otoño, el número de huéspedes comenzó a disminuir. Los funcionarios del parque se preocuparon y sugirieron cerrar el hotel durante el invierno. Para evitar esto y mantener a los huéspedes y los ingresos fluyendo, Tresidder centró el hotel en el esquí y otras actividades invernales. Para mantener el hotel lleno durante el período de vacaciones, Tresidder también propuso entretenimiento navideño. Se planeó un banquete basado en una historia de Washington Irving sobre una Navidad inglesa del siglo XVIII en la casa del escudero de Bracebridge. El elenco estaba lleno de lugareños del parque, incluido el fotógrafo Ansel Adams.

### Disputas sobre marcas comerciales y propiedad intelectual
En 1993, el Servicio de Parques Nacionales requirió que un nuevo concesionario comprara Yosemite Park and Curry Company a MCA Inc. y cambiara el nombre de la empresa como una nueva empresa. El nuevo contrato de concesión se otorgó a Delaware North y requería que asumiera todos los activos y pasivos del operador anterior y escriturara la propiedad inmobiliaria al Servicio de Parques Nacionales.
En 2007, su diseño le valò figurar en el puesto 26 de la lista America's Favorite Architecture del American Institute of Architects (AIA).
En 2014, Delaware North perdió una oferta para renovar su contrato con el gobierno de Estados Unidos a Yosemite Hospitality, LLC, una división de Aramark. Cuando originalmente se hizo cargo de los concesionarios en 1993, Delaware North estaba obligada contractualmente a comprar, al valor justo de mercado, "los activos del concesionario anterior, incluida su propiedad intelectual, a un costo de 115 millones de dólares de hoy". Esta propiedad incluía marcas registradas tanto por Delaware North como por sus predecesores, incluidos nombres de lugares como Ahwahnee, Badger Pass, Curry Village, Yosemite Lodge, el lema "Ve a escalar una roca" e incluso el propio "Parque Nacional de Yosemite". El contrato con Delaware North también requería que, si tenía éxito como concesionario, el sucesor debía adquirir todos los activos del operador anterior al valor justo de mercado. El contrato con Yosemite Hospitality establecía que la empresa debía comprar muebles, equipos, vehículos y "otra propiedad", pero no incluía explícitamente la propiedad intelectual.
En 2015, Delaware North demandó al NPS en el Tribunal de Reclamaciones de Estados Unidos por incumplimiento de contrato, alegando que el contrato con Yosemite Hospitality excluía la propiedad intelectual de la cláusula de compra de activos y exigía un pago por la propiedad que se determinaría en el tribunal. Delaware North inicialmente afirmó que el valor justo de mercado de sus propiedades era de 51 millones de dólares, pero el Servicio de Parques Nacionales estimó el valor de los activos intangibles en 3,5 millones. Delaware North afirmó haber ofrecido licenciar temporalmente las marcas comerciales mientras la disputa estaba sin resolver y afirmó además que el gobierno no respondió a su oferta. La disputa ganó atención nacional después de que se publicitó en un número de la revista Outside, lo que llevó a Sierra Club a emitir una petición solicitando que Delaware North retirara la demanda.
En enero de 2016, se anunció que debido a una disputa de marca registrada con el concesionario saliente Delaware North, el Hotel Ahwahnee, así como otros hoteles y albergues históricos en el parque, cambiarían de nombre. El Ahwahnee pasó a llamarse Majestic Yosemite Hotel a partir del 1 de marzo de 2016. Los nombres se restauraron en 2019 tras la resolución de la disputa.

## Concepto y construcción

### Arquitectura y diseño interior
El Ahwahnee es un edificio de 14 000 m² en forma de Y con 97 habitaciones de hotel, salones y suites, cada una decorada con diseños originales de los nativos americanos. Las 24 cabañas elevan el número total de habitaciones a 121. El hotel fue diseñado por el arquitecto Gilbert Stanley Underwood, quien también diseñó Zion Lodge, Bryce Canyon Lodge y Grand Canyon North Rim Lodge. Se hizo para que se sintiera rústico y coincidiera con su entorno, y el hotel se considera una obra maestra de la " arquitectura del parque". El hotel está situado debajo de la formación rocosa Royal Arches en un área de pradera que anteriormente sirvió como un pueblo para los nativos Miwoks y más tarde como un complejo de establos conocido como Kenneyville. El sitio fue elegido por su exposición al sol, que permite el calentamiento natural, y por sus vistas de varios íconos de Yosemite, incluidos Glacier Point, Half Dome y Yosemite Falls.
El arte conceptual original del hotel mostraba un edificio que era mucho más grandioso de lo que eventualmente se construiría. El diseño original de Underwood requería una estructura masiva de seis pisos, pero Tresidder y la junta solicitaron un hotel con solo 100 habitaciones que se sentirían más como una lujosa casa de campo que como un hotel. El diseño se cambió varias veces y, en un momento dado, el hotel no debía tener más de tres pisos de altura, pero finalmente se seleccionó una distribución más amplia para acomodar las 100 habitaciones junto con varios espacios públicos.
El diseño interior del hotel también sufrió varios cambios. El artista y diseñador de interiores Henry Lovins sugirió originalmente un tema de "renacimiento maya" con influencias hispano-moriscos. Sin embargo, el equipo de marido y mujer formado por el profesor Arthur Upham Pope y la Dra. Phyllis Ackerman fue seleccionado sobre Lovins. Basándose en su experiencia como historiadores del arte, Ackerman y Pope crearon un estilo que mezclaba los estilos Art Deco, Nativo Americano, Medio Oriente y Artes y Oficios. El trabajo interior fue realizado por varios artesanos bajo su supervisión. Gran parte de la decoración utilizada originalmente era persa, y Ackerman y Pope se convertirían en consultores en Irán.

### Construcción
El hotel fue construido con 5.000 toneladas de granito desbastado, 1.000 de acero y 9.100 m de madera. El acero provenía de Union Iron Works en San Francisco y la madera de tierras propiedad de la familia Curry. El revestimiento de madera aparente y la madera estructural en el exterior del hotel se forman en realidad a partir de hormigón teñido vertido en moldes para simular un patrón de madera. Se eligió hormigón como material para los elementos exteriores de "madera" para hacer que el hotel sea resistente al fuego. La construcción duró once meses y costó 1.225.000 dólares una vez finalizada en julio de 1927.
Una vez finalizada la construcción, la empresa inició una campaña publicitaria para mostrar las nuevas comodidades. Sin embargo, justo antes del día de la inauguración, el director notó que la puerta cochera planificada para el lado oeste del edificio, donde ahora se encuentra la sala de indios, permitiría que los gases de escape de los automóviles invadan las instalaciones. En el lado este del hotel se erigió una puerta cochera con postes de abeto Douglas apresuradamente diseñados y un área de estacionamiento para corregir esto (los troncos fueron reemplazados en la década de 1990). Este sería el primero de muchos cambios en el hotel. En 1928, un jardín en la azotea y un salón de baile se convirtieron en un apartamento privado después de que el salón de baile no consiguiera atraer una audiencia. En 1931, las cerchas de carga en el comedor se reforzaron después de que se descubrió que apenas eran adecuadas para soportar la carga de nieve en el techo y las posibles tensiones sísmicas.

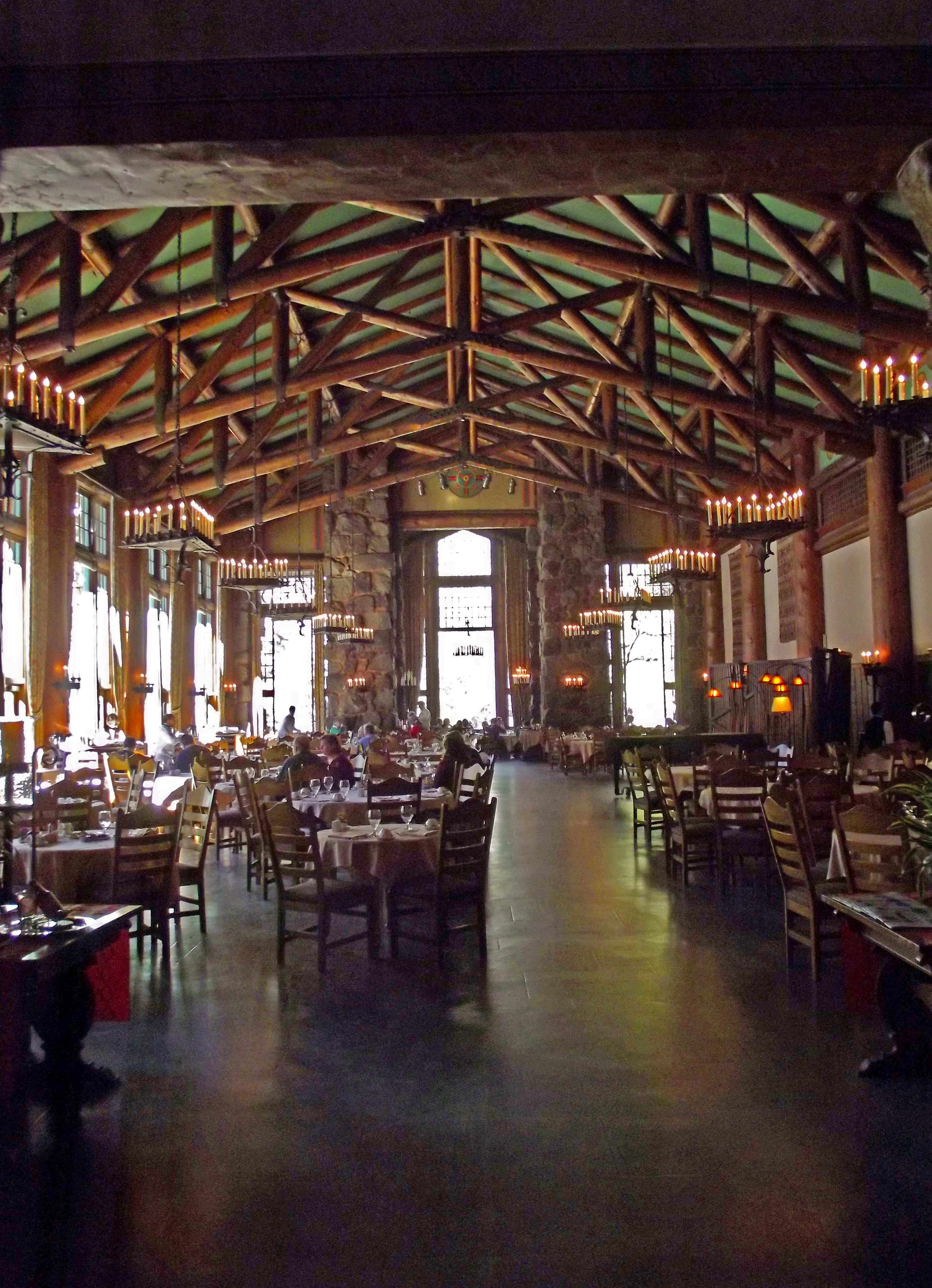
El gran comedor del hotel Ahwahnee

Cuando se rescindió la Prohibición en 1933, un comedor privado se convirtió en el bar El Dorado Diggins, que evoca el período de la fiebre del oro de California. 1943, la Marina de Estados Unidos se hizo cargo del hotel para utilizarlo como hospital de convalecencia para los veteranos de guerra. Algunos de los cambios hechos al hotel por la Marina incluyeron un repintado del interior, la conversión de las habitaciones del chofer y de servicio en habitaciones de huéspedes y el cerramiento de la puerta cochera original.
Los años 50, 60 y 70 trajeron varias mejoras al hotel, incluidas escaleras de incendios, un sistema de alarma contra incendios, detectores de humo y un sistema de rociadores, junto con una piscina al aire libre y ascensores automáticos. De 2003 a 2004, se revisó el techo y se reemplazó prácticamente todo el techo de tejas de pizarra y el sistema de canalones de cobre. Martech Associates, Inc. de Millheim, Pensilvania, diseñó el techo actualizado y actuó como contratista general del proyecto. El proyecto costó aproximadamente millones de dólares y es especialmente notable por su tasa de reciclaje de material del 97 por ciento. Un artículo en Los Angeles Times el 13 de marzo de 2009, declaró que las modificaciones sísmicas pueden ser necesarias para Ahwahnee.
El Gran Comedor tiene 130 pies de largo y 51 pies de ancho, con un techo de 34 pies sostenido por columnas de roca que crean una atmósfera de catedral. Por razones de seguridad contra incendios, las vigas de madera del comedor son realmente huecas y contienen vigas de acero. La ventana de la alcoba al final de la habitación enmarcaba perfectamente las cataratas de Yosemite cuando se completó el hotel. Aunque el código de vestimenta para el parque suele ser muy informal, el comedor Ahwahnee solía requerir una chaqueta para los hombres, pero luego relajó esa tradición. Ahora se permiten camisas con cuello para hombres y las mujeres pueden usar un vestido o pantalones y una blusa.
El Gran Comedor fue diseñado originalmente para acomodar a 1.000 invitados, pero finalmente se redujo a 350. Sin embargo, la enorme cocina aún refleja el concepto de diseño original e incluye estaciones separadas para hornear y repostería. Se instalaron electrodomésticos de cocina de alta calidad para que el hotel pudiera competir con los establecimientos de alta cocina, y la instalación se construyó específicamente para manejar eventos y funciones especiales.
Un pianista ofrece entretenimiento con regularidad en la cena. El artista local de Yosemite, Dudley Kendall, tocó el piano en el comedor del Ahwahnee durante años y exhibió su trabajo en el hotel.

### Tradición Bracebridge
La cena de Bracebridge es una reunión formal de siete platos lleva a cabo en el Gran Comedor y se presenta como una fiesta ofrecida por un lord de la era del Renacimiento. Esta tradición comenzó en 1927, el primer año de funcionamiento de Ahwahnee, y se inspiró en la celebración ficticia de Yule de Squire Bracebridge en una historia de The Sketch Book of Geoffrey Crayon, Gent. por Washington Irving. La música y las representaciones teatrales basadas en la historia de Irving acompañan la introducción de cada curso. Donald Tresidder concibió la idea del evento con su esposa Mary Curry, sus amigos y el personal del parque.
Tresidder contrató a Garnet Holme durante el primer año del evento para escribir el guion y producir el evento, y Tresidder y su esposa interpretaron al escudero y su dama hasta la muerte de Tresidder en 1948. Al fotógrafo Ansel Adams, que trabajaba para Yosemite Park and Curry Company y era muy conocido en Yosemite por sus excentricidades, se le pidió que formara parte de las nuevas celebraciones de invierno de Tresidder en la elaborada y teatral cena navideña con amigos de los alrededores. Club bohemio. Elegido como el "bufón", Adams le había pedido sugerencias al director, pero le dijeron que actuara como un bufón. Adams se fortaleció con unos tragos y siguió subiendo los pilares de granito hasta las vigas. Adams interpretó al Lord of Misrule durante los dos primeros años. Cuando Holme murió en 1929, Tresidder le pidió a Adams que se hiciera cargo de la dirección del espectáculo. Adams modificó considerablemente el guion en 1931, creando el papel de Major Domo, cabeza de familia, para él mismo, mientras que su esposa, Virginia Best Adams, hacía de ama de llaves.
La cena no se celebró durante la Segunda Guerra Mundial, cuando el Ahwahnee funcionaba como hospital naval. Cuando se reanudó, la cena de 1946 introdujo conciertos corales y actuaciones musicales más importantes. Hasta 1956 solo hubo una actuación, y luego el número de actuaciones aumentó gradualmente hasta un total de ocho. Ansel Adams se retiró del evento en 1973, pasándolo a Eugene Fulton, quien había sido parte del coro masculino desde 1934 y director musical desde 1946. Fulton murió inesperadamente en la víspera de Navidad de 1978 y su esposa, Anna-Marie, y su hija, Andrea, se hicieron cargo ese año y produjeron el espectáculo. En 1979, Andrea Fulton asumió el papel de directora, que ocupa hasta el día de hoy mientras también desempeña el papel de ama de llaves.
En 2011, la cena de Bracebridge celebró su 85 aniversario. La revista Travel + Leisure nombró al Ahwahnee de Yosemite como uno de los mejores hoteles en Estados Unidos para las vacaciones durante dos años consecutivos (2011 y 2012). Durante gran parte de su historia, las entradas para el evento fueron difíciles de conseguir. En años anteriores, los escasos boletos se otorgaban a los solicitantes por sorteo. En 1992, se informó de 60.000 solicitudes para los codiciados 1.650 asientos. En 1995, los organizadores de la cena tradicional aceptaron cancelaciones de boletos porque el parque podría haber sido cerrado debido al estancamiento del presupuesto nacional.

## Gran salón
The Great Lounge es uno de los principales espacios públicos del hotel. El gran espacio abarca todo el ancho del ala y casi toda su longitud (menos el solárium). Hay dos grandes chimeneas en cada extremo de la habitación hechas de piedra arenisca cortada. A ambos lados del salón hay una serie de ventanas panorámicas de vidrio plano del piso al techo adornadas en la parte superior con vidrieras. Los diseños de bordes individuales en las vigas del Great Lounge son del artista Jeanette Dryer Spencer.

## En la cultura popular

### Película
Los interiores del Ahwahnee fueron adaptados para la película de terror de Stanley Kubrick El resplandor (1980). Los diseñadores de Elstree Studios incorporaron el vestíbulo del hotel, los ascensores y el Great Lounge en los decorados del Hotel Overlook.
Tanto la película The Caine Mutiny (1954) como Color of a Brisk and Leaping Day (1996) incluyen imágenes del Hotel Ahwahnee.

### Radio
El Ahwahnee aparece en los episodios del 18 de febrero de 1940 y del 25 de febrero de 1940 del programa The Jell-O Program Starring Jack Benny. En el guion, todo el elenco visita y se queda en (una versión cómica y ficticia) del hotel durante unas vacaciones de esquí en Badger Pass.

## Invitados notables
El hotel y el comedor han albergado a muchas figuras notables, incluidos artistas, realeza, jefes de Estado, estrellas de cine y televisión, escritores, ejecutivos de negocios y otras celebridades. Algunos ejemplos de invitados notables son los jefes de Estado, la reina Isabel II, Dwight D. Eisenhower, John F. Kennedy, Ronald Reagan, el Sha de Irán y Barack Obama; los magnates de los negocios Walt Disney y Steve Jobs; los animadores Desi Arnaz, Lucille Ball, Charlie Chaplin, Judy Garland, Leonard Nimoy, Will Rogers y William Shatner; y la escritora Gertrude Stein.